# Yukuhashi
Yukuhashi (jap. 行橋市 Yukuhashi-shi) – miasto w Japonii, w prefekturze Fukuoka, na wyspie Kiusiu.

## Historia
1 kwietnia 1889 roku, w wyniku połączenia trzech wiosek, powstało miasteczko Yukuhashi. 10 października 1954 roku, po połączeniu z 8 wioskami, Yukuhashi zdobyło status miasta.

## Populacja
Zmiany w populacji Yukuhashi w latach 1970–2015:
| Rok  | Populacja |
| ---- | --------- |
| 1970 | 47 843    |
| 1975 | 53 750    |
| 1980 | 61 838    |
| 1985 | 65 527    |
| 1990 | 65 711    |
| 1995 | 67 833    |
| 2000 | 69 737    |
| 2005 | 70 070    |
| 2010 | 70 468    |
| 2015 | 70 586    |